# Villanova (Castenaso)
Villanova è una frazione del comune di Castenaso nella città metropolitana di Bologna, distante dal capoluogo comunale 4,56 km.

## Monumenti e luoghi d'interesse
Villanova di Castenaso è celebre per la necropoli dell'Età del ferro, primo ritrovamento della civiltà villanoviana, fase più antica della civiltà etrusca.

### Villa Gozzadini e la necropoli etrusca
Nella frazione sorge Villa Gozzadini, nota per essere stata centro degli scavi del conte archeologo Giovanni Gozzadini (1810-1887), che nel 1853 portò alla luce vasti sepolcreti dell'Età del ferro, i cui principali reperti sono stati sino ad oggi conservati in tre musei:
- il Museo civico archeologico di Bologna;
- il Museo della preistoria Luigi Donini di San Lazzaro di Savena;
- il Museo civico archeologico paleoambientale di Budrio[3].

Villa Gozzadini fu fatta erigere dall'omonima famiglia nel XVI secolo e nei secoli successivi vi furono apportate delle modifiche. A gennaio 2024 Villa Gozzadini versava ancora in stato d'abbandono. Il complesso, che risulta vincolato, sarà forse oggetto di un progetto di recupero.

### Villa Manaresi
Villa Manaresi, già villa Silvani, è un edificio edificato nel tardo cinquecento da un ramo della famiglia Ariosto, la stessa del poeta Ludovico Ariosto; fu acquistata negli anni ‘20 del XVII secolo dalla famiglia Pederzani, nota famiglia mercantile e mecenatizia bolognese, che la ristrutturò aggiungendo un teatro, andato distrutto durante la seconda guerra mondiale, e facendola affrescare da vari artisti con scene dalla Gerusalemme liberata, dall'Orlando furioso e Le metamorfosi di Ovidio. 
Nel 1820 la villa fu acquistata dalla famiglia Silvani, nota famiglia risorgimentale bolognese che la usò come residenza di campagna fino al 1944, anno in cui fu occupata come punto strategico dalle forze occupanti tedesche e dunque bombardata. I bombardamenti alleati distrussero il teatro seicentesco di cui oggi si possono osservare solo le fondamenta e alcune delle pareti dell’edificio principale, che tuttavia rimase più o meno intatto; inoltre la casa del cocchiere, un fabbricato settecentesco adiacente alla villa fu praticamente rasa al suolo, e quella che è osservabile oggi ne è una riproduzione terminata nel 2005. Dopo i bombardamenti la Villa fu abbandonata e quindi saccheggiata di ogni cosa, fu messa in vendita per essere poi acquistata nel 1981 dalla famiglia Manaresi, che la ristrutturò, restaurando brillantemente gli affreschi, l’edificio e le case del fattore e del cocchiere.

### Chiesa di Sant'Ambrogio
La parrocchia di Villanova è intitolata a Sant'Ambrogio. Secondo la leggenda il celebre santo milanese si fermò da queste parti durante la sua visita a Bologna.

### Oratorio di San Matteo della Pederzana
Altra testimonianza architettonica del XVII secolo è l'oratorio di San Matteo della Pederzana, di struttura semplice, a pianta rettangolare e con campanile a vela. Sul fronte si trova una formella in cotto raffigurante San Matteo. Questo oratorio fu edificato nel 1658 e faceva parte delle pertinenze della villa Silvani-Manaresi.

## Cultura

### Musei

#### MUV: Museo della Civiltà Villanoviana
Al conte Gozzadini faceva capo anche il cosiddetto predio di Casa Sant'Anna, un complesso rurale costituito da una serie di edifici, tra cui un fienile e un forno-pollaio, realizzati agli inizi del XX secolo, oggi di proprietà del comune di Castenaso. Proprio da questi due edifici si è pensato di trarne un "Centro Villanoviano". Dopo un intervento di restauro, che permise di riportare le due costruzioni all'aspetto originario, il giorno 8 maggio 2009 è stato inaugurato il MUV, ovvero il Museo della Civiltà Villanoviana, che raccoglie i reperti degli scavi di Marano di Castenaso e delle zone circostanti.

## Economia
Villanova è anche un importante polo commerciale: vi sono numerosi ipermercati, magazzini e mercati all'ingrosso, ed è qui che ha sede legale la cooperativa di consumatori più grande d'Europa per numero di soci:Coop Alleanza 3.0.